# 조인
조인(曹仁, 168년 ~ 223년)은 중국 삼국 시대 위나라의 장군으로 자는 자효(子孝)이며 예주 패국 초현(譙縣) 사람이다. 조조와 6촌 형제이다. 초반부터 조조를 따라 많은 공을 세웠으며 조조도 그 용기와 지략을 중히 여겼다. 주로 형주 전선을 담당하며 주유, 관우 등과 다투었다.

## 생애

### 조조의 신임
어려서부터 궁술, 마술, 수렵을 좋아하였다. 190년(초평 원년) 호걸들이 들고일어나자 천 명을 모아 조조를 따랐고 별부사마(別部司馬)로서 여봉교위(厲鋒校尉)직을 수행하였다. 193년 원술군을 상대로 많은 이를 베거나 사로잡았고, 서주의 도겸군을 상대로도 기병을 이끌며 선봉에 섰다. 별도로 도겸의 장수 여유(呂由)를 무찌르고, 팽성국에서 본대와 합류해 도겸군을 대파하였다. 194년(흥평 원년) 조조가 재차 서주 정벌에 나서 비현(費縣), 화현(華縣), 개양현(開陽縣), 즉구현(即丘縣)을 공파하며 동해군으로 나아갈 때도 종군하였다. 195년 여포군과 연주를 놓고 겨룰 때도 따로 제음군 구양현(句陽縣)을 공략하며 유하(劉何)를 생포하였다. 196년(건안 원년) 조조가 천자를 세우고 한나라의 도읍을 허도로 옮겼다. 조인은 광양태수에 임명됐는데 조조가 그 용기와 지략을 중히 여겨 군으로 부임하지 않고 의랑(議郞)으로서 기병을 통솔하였다. 이후 장수 정벌전에도 참여하였다.

### 하북 쟁탈전
199년 수고(휴고)가 사견(射犬)에 있으면서 원소에 속하였다. 이를 치러 사환, 우금, 서황, 악진과 함께 황하를 건넜다. 원소에게 구원을 청하려던 수고를 견성에서 만나 교전 끝에 참하였다. 200년 조조가 관도(官渡)에서 원소와 대치하였다. 이전에 투항했었던 여남군의 황건적 유벽이 원소에 호응하여 은강현(㶏彊縣) 등 허도 근방을 다시 교란하였다. 원소도 유비를 보내 이를 지원하길래 조인이 기병을 운용해 모두 쳐부수고 각 현들을 안정시켰다. 서쪽 길의 차단을 시도하던 원소의 장수 한순(한맹)을 계락산(雞洛山)에서 격파했으며 사환과 같이 원소군의 보급선도 유린하였다.
205년 병주자사 고간이 조조에 대적하며 호관(壺關)을 틀어막았다. 206년 조조가 호관을 치면서 성을 함락하면 깡그리 파묻으라 명했는데 여러 달이 지나도록 무너트리지 못했다. 조인이 건의하기를, “성을 포위하면 반드시 살 방도를 보여주는 법입니다. 그런데 공께서는 필히 죽이라 하셨기에 사람들이 오히려 스스로를 지키고 있습니다. 더구나 성은 견고하고 식량도 많아 사졸들이 상하고 시일도 오래 걸립니다. 포로를 몰살하는 것은 좋은 계책이 아닙니다.”라 하였다. 조조가 이를 수용하니 성이 항복하였다. 그간의 공을 인정받아 도정후(都亭侯)에 봉해졌다.

### 부하를 구조
208년 형주가 평정된 후 정남장군(征南將軍)직을 대행하여 남군 강릉현(江陵縣)을 서황과 같이 수비하였다. 오나라의 주유가 적벽 대전의 기세를 몰아 수만 명으로 침입해왔다. 먼저 도착한 선봉 수천 명을 향해 부장 우금(牛金)과 자원자 300명을 출격시켜 싸움을 걸었는데 되레 궁지에 몰리고 말았다. 그 광경에 장사 진교 등 좌우의 낯빛이 파래졌다. 조인이 분연히 말을 내오라 하였고, 좌우가 애타게 말리는 것도 뿌리치며 수십 명만으로 급히 달려나갔다. 진교 등은 조인이 출성하더라도 적들과 백여 보 떨어져서 우금을 돕는 형세를 취하리라 여겼지만 조인은 단숨에 해자도 지나 포위망 속으로 뛰어들어 우금을 구하였다. 미처 빠져나오지 못한 이들도 있었으므로 또다시 그 속으로 돌입해 구출하였다. 전군이 그 용기에 감복했으며 조조도 장하다며 안평정후(安平亭侯)로 올려 봉하였다. 그러나 이릉(夷陵) 방어에 실패하면서 전황은 좋지 않게 흘러갔다. 결국 209년까지 이어진 격전 끝에 성을 포기하고 퇴각하였다.
211년 마초 등 관중십장이 조조에 대항하자 안서장군(安西―)을 대리하여 조조의 ‘관서의 군사들이 정예하니 기다리라’는 지령에 따라 동관(潼關)에서 대치하였다. 7월(음력, 이하 모두 음력) 조조가 비로소 친정에 나섰다. 9월, 위수의 남쪽에서 마초 등을 분쇄하였다. 이즈음 소백(蘇伯)과 전은(田銀)이 반기를 들었다. 효기장군(驍騎―)직을 대행하여 일곱 군을 지휘하였다. 217년 3월, 하후돈, 장료 등과 거소(居巢)에 머물며 손권에 대비하였다.

### 형주를 담당
218년 10월, 남양군 완현(宛縣)에서 후음(侯音)과 위개(衛開) 등이 반란을 일으켜 남군의 관우와 연계하려 하였다. 그 전에 다시 정남장군을 대신해 가절(假節)을 받고 번성(樊城)에 주둔하고 있던 조인이 그 진압을 명받았다. 방덕, 남양태수 동리곤과 함께 이를 공격하여 219년(건안 24년) 정월, 완성을 수복하고 후음 등을 참했다. 이 공으로 정남장군에 정식으로 취임하였다. 관우가 번성과 양양을 포위하였다. 8월, 한수가 범람하여 좌장군 우금이 인솔해온 원군은 궤멸되고, 성벽은 물을 먹어 쉽게 허물어졌다. 관우군은 배를 타고 수 겹의 포위망으로 압박해오는데 번성은 남은 병사가 수천 명에, 양식마저 바닥나려 하였다. 그럼에도 결사항전의 의지를 내보이며 독려하니 장졸들이 두 마음을 품지 않았다. 10월, 재차 원군으로 파견된 서황에 힘입어 기어코 관우를 물리쳤다.
220년(연강 원년) 조조가 세상을 떠나고  조비가 위왕을 계승하였다. 조인은 거기장군에 임명되고 도독형양익주제군사(都督荊揚益州諸軍事)의 직책을 맡았으며 작위는 진후(陳侯)로 진봉되었다. 식읍은 2,000호를 더하여 모두 3,500호가 되었고, 아버지 조치(曹熾)에게는 진목후(陳穆侯)라는 시호와 묘지기 10호가 주어졌다. 양번의 방어 능력은 아직 복구가 되지 않았는데 손권이 형주 남부로 진출해왔다. 조비의 지시를 이행하여 시설들을 불질러 철거하고 완으로 철수하였다. 221년(황초 2년) 진소(陳邵)가 점거한 양양을 서황과 함께 탈환하고, 한수 이남으로 넘어간 주민들도 고천(高遷) 등을 시켜 되찾았기에 대장군으로 승진하였다. 5월, 재차 반항하는 풍익군의 산적 정감(鄭甘)을 토벌하였다. 11월, 관직이 대사마에 이르렀다.

### 남정의 실패
222년, 조비가 세 방향에서 오나라로 밀고 내려갔다. 조인은 보병과 기병 수만 명으로 유수(濡須) 방면을 맡았다. 일단 동쪽의 선계(羨溪)로 간다고 거짓 선전하여 오의 유수독 주환의 병력을 분산시키고는 곧바로 유수로 진군했다. 비록 행군에 지친 상태였지만 얼핏 유수엔 군세도 적고 방비도 허술해보였으므로 장제의 간언에도 불구하고 그대로 들이쳤다. 아들 조태(曹泰)는 성을 직공하고, 상조는 소가죽에 기름칠한 배[油船]에 승선하여 제갈건(諸葛虔)·왕쌍 등 5,000명 을 거느리고 주환군의 사병 가족들이 살고 있는 섬을 타격하였다. 조인은 10,000명으로 탁고(橐皋)에 머무르며 조태의 뒤를 받쳐주었다. 그러나 사실은 주환의 유인에 걸려든 것이었고 반격을 받아 모두 격퇴되었다. 상조는 효수당하고 왕쌍은 생포당했으며 본진은 합비로 물러나야했다. 223년 3월, 56세의 나이로 숨을 거두었다. 시호는 충후(忠侯)라 하였다.

## 평가
어릴 적엔 품행을 닦지 않았으나 장성해 군을 이끌게 돼서는 엄정하게 법령을 준수하여 항상 조문을 옆에 두고 살피며 업무를 보았다. 218년, 태자 조비가 오환 정벌을 떠나는 언릉후(鄢陵侯) 조창에게 법을 받드는 것은 조인처럼 해야한다며 그 모범으로 언급할 정도였다. 부현(傅玄)은 조인의 용맹이 맹분(孟賁)이나 하육(夏育)과 필적하며 장료가 그 다음이라 평하였다.

## 삼국지연의
사서가 아닌 소설 《삼국지연의》에서도 조조가 거병할 때부터 등장하여 여러 전장에 모습을 드러낸다.

## 가계
- 할아버지 : 조포(曹褒) - 조등의 형. 영천태수를 하였으며 166년(연희 9년)에 눈을 감았다.
  - 아버지 : 조치(曹熾) - 시중(侍中)과 장수교위(長水校尉)를 지냈다. 39살에 죽었고 177년(희평 6년)에 묘비를 세웠다.[15]
    - 본인 : 조인
      - 아들 : 조태(曹泰) - 후사를 이었다. 관직과 작위가 진동장군(鎭東―)과 영릉후(甯陵侯)까지 올랐다.
        - 손자 : 조초(曹初)

      - 아들 : 조해(曹楷)
      - 아들 : 조범(曹範)

    - 이부동생 : 조순

## 같이 보기
- 삼국지 인물 목록

## 참고 문헌
- 《삼국지》9권 위서 제9 조인
- 《삼국지》1권 위서 제1 무제 조조